# Moulins en Bessin
Moulins en Bessin ist eine französische Gemeinde mit 1.124 Einwohnern (Stand: 1. Januar 2022) im Département Calvados in der Region Normandie. Sie gehört zum Arrondissement Bayeux und zum Kanton Thue et Muee.
Die Gemeinde entstand als Commune nouvelle im Zuge einer Gebietsreform zum 1. Januar 2017 durch die Fusion von vier ehemaligen Gemeinden, die nun Ortsteile von Moulins en Bessin darstellen. Martragny fungiert dabei als „übergeordneter Ortsteil“ als Verwaltungssitz.

## Gemeindegliederung
| Ortsteil                      | ehemaliger INSEE-Code | Fläche (km²) | Einwohnerzahl (2018) |
| ----------------------------- | --------------------- | ------------ | -------------------- |
| Coulombs                      | 14186                 | 4,43         | 459                  |
| Cully                         | 14212                 | 6,55         | 157                  |
| Martragny (Verwaltungssitz)00 | 14406                 | 3,69         | 361                  |
| Rucqueville                   | 14548                 | 2,63         | 166                  |

## Sehenswürdigkeiten
- Coulombs:
  - Kirche Saint-Vigor, Monument historique[3]
- Cully:
  - Kirche Saint-Martin
  - Herrenhaus, Monument historique[4]
- Martragny:
  - Kirche Nativité-de-Notre-Dame
  - Schloss
  - Herrenhaus
- Rucqueville:
  - Kirche Saint-Pierre, Monument historique[5]

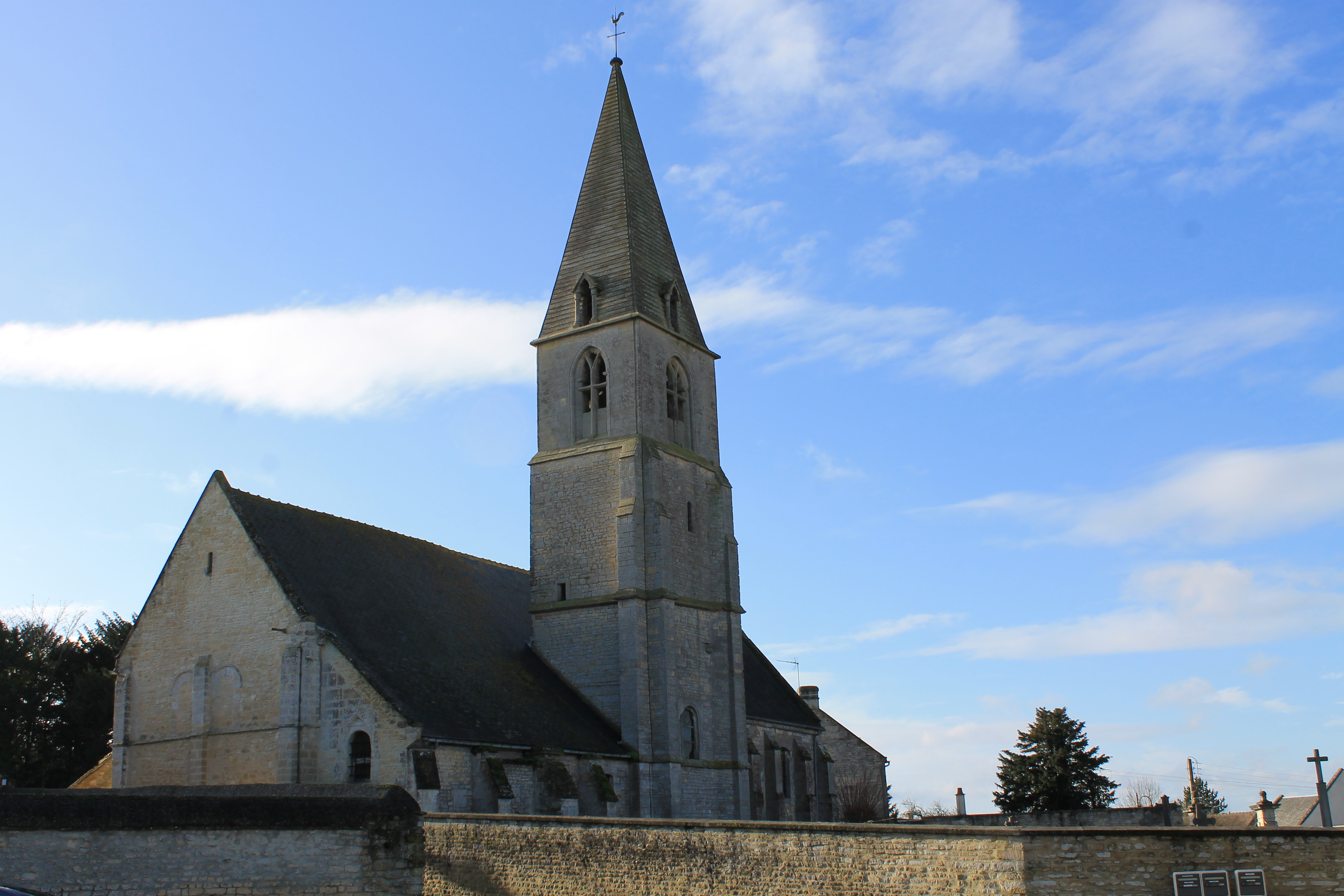
Kirche Saint-Vigor in Coulombs
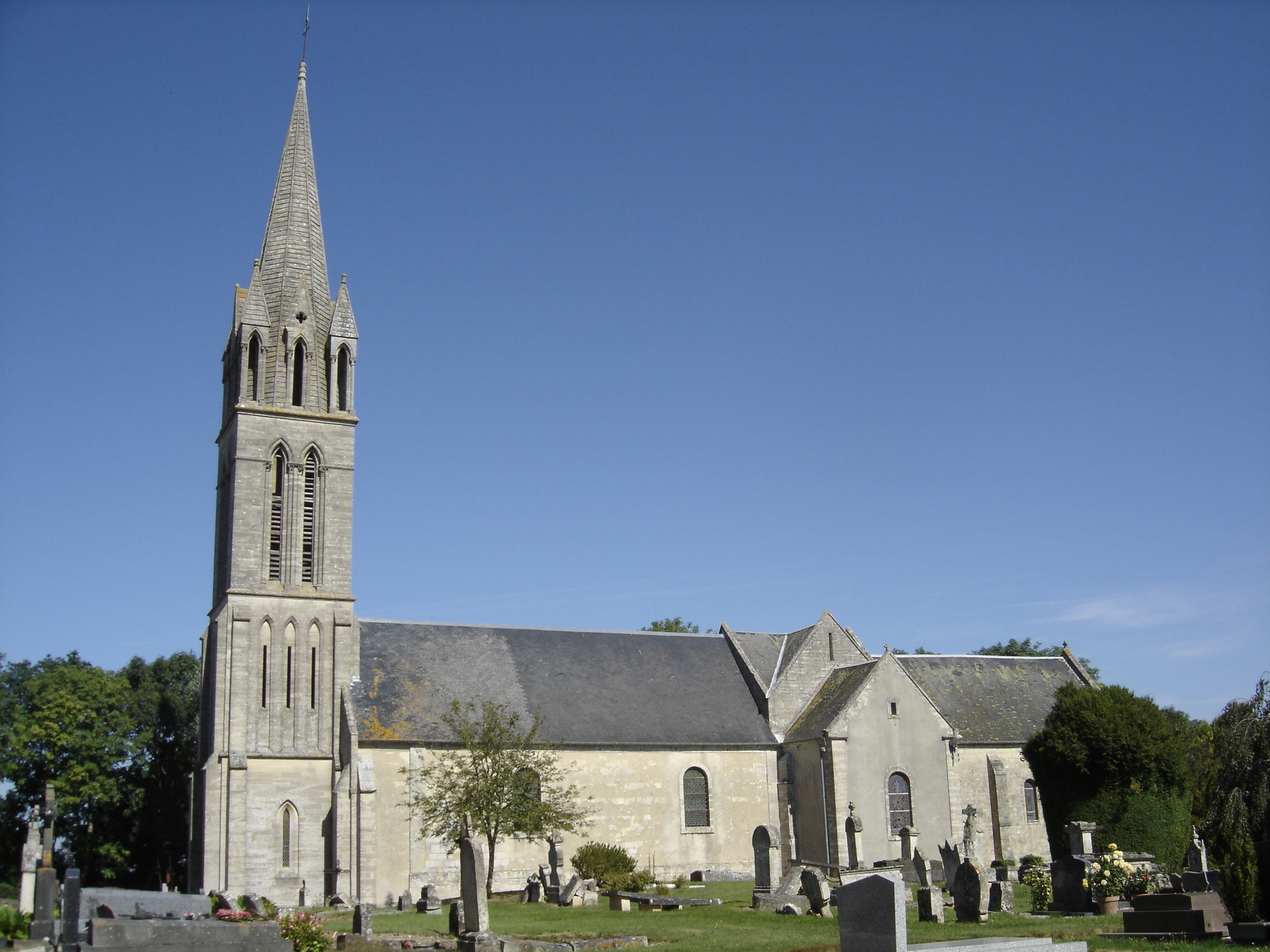
Kirche Saint-Martin in Cully
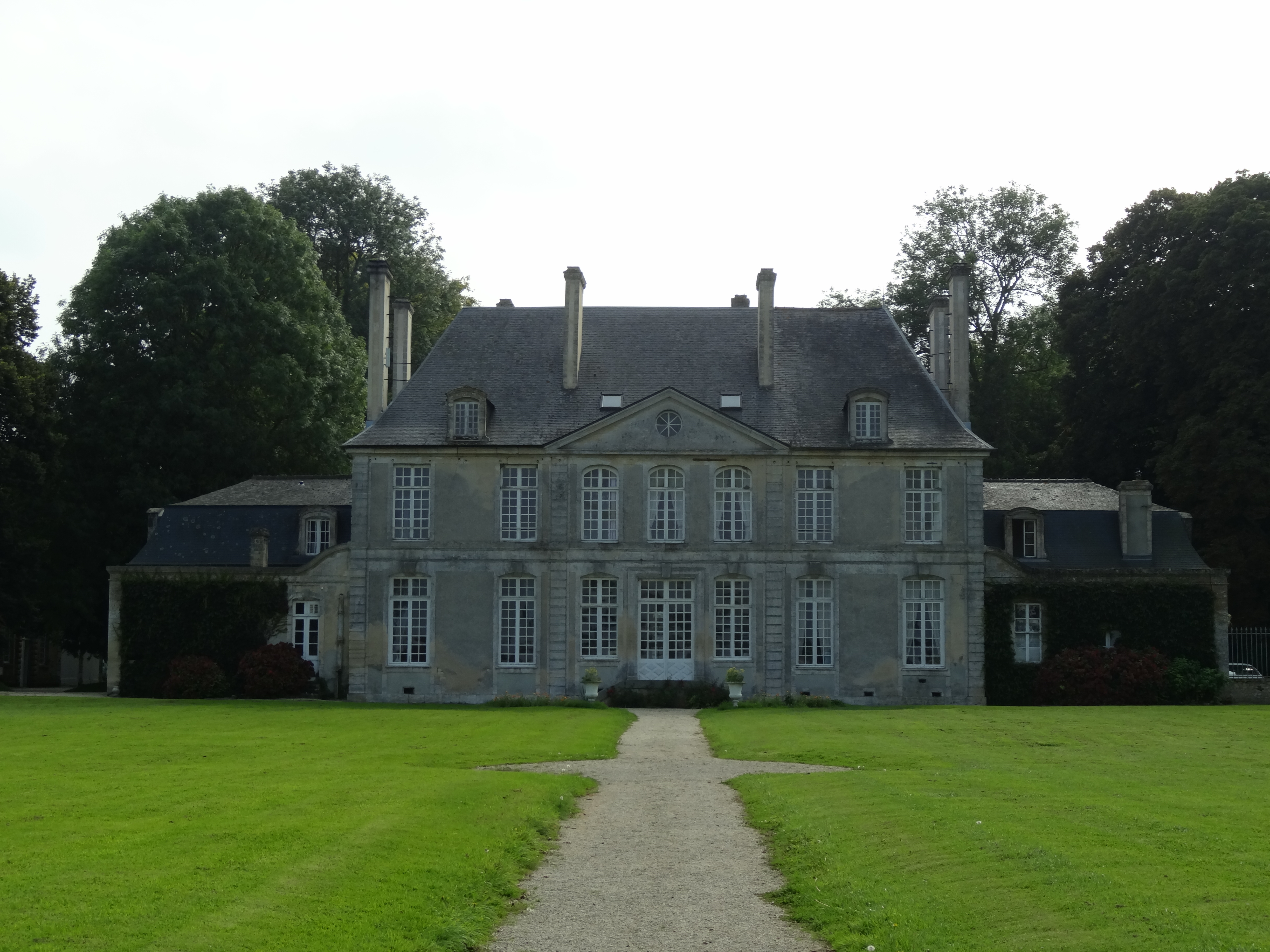
Schloss in Martragny
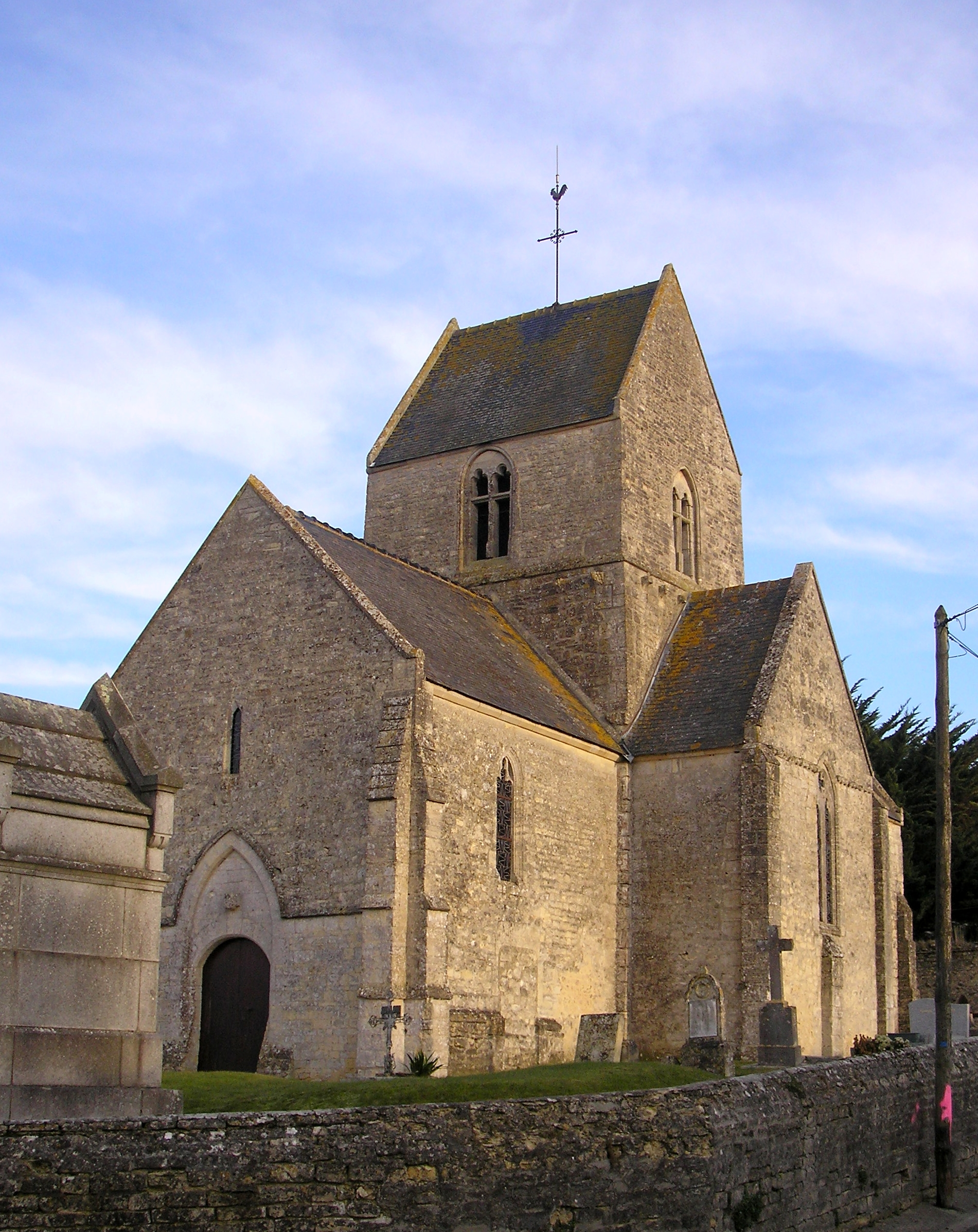
Kirche Saint-Pierre in Rucqueville